# CNN-D
CNN-D war ein deutschsprachiges Programmfenster des US-amerikanischen Nachrichtensenders CNN, das zwischen 1997 und 2003 durch die DFA (Deutsche Fernsehnachrichten Agentur) produziert wurde. Sitz der deutschen Redaktion war der Medienhafen in Düsseldorf, wo auch die DFA ansässig ist.

## Geschichte und Beschreibung
CNN-D (CNN Deutschland) startete 1997 und wurde auf dem Kabelplatz von CNN in Deutschland ausgestrahlt. CNN-D wurde zuletzt dreimal täglich als 15-minütige Nachrichtenblöcke ausgestrahlt. Anfangs wurde täglich zweimal gesendet. Im Internet kooperierte CNN-D mit n-tv, man betrieb unter den Adressen cnn.de und n-tv.de eine gemeinsame Website.
Der Betrieb des Programmfensters CNN-D wurde zum 1. Januar 2004 eingestellt. Die Mitarbeiter wurden weiterhin bei der DFA beschäftigt. Begründet wurde die Einstellung damit, dass das Programmfenster nicht mehr zur Programmstrategie passte. CNN war zunächst weiterhin am deutschen Fernsehmarkt beteiligt und hielt bis zu seinem Ausstieg am 24. November 2005 Anteile am Nachrichtensender n-tv.

## Persönlichkeiten

### Moderation
- Christoph Teuner (Anchorman)[3]

### Korrespondenten
- Lennart Reip (Korrespondent für Norddeutschland)[4]